# Gohe (Bremen)
Gohe waren Gerichtseinheiten der mittelalterlichen Gogerichte, die in Bremen und dem Landkreis Bremen für die Verteidigung, Besteuerung und Unterhaltung der Deiche eine Rolle spielten. Sie wurden in der Franzosenzeit aufgelöst.

## Gohe
In der engeren Umgebung von Bremen gab es links der Weser das Goh Vieland und rechts der Weser die Gohe Hollerland, Blockland und Werderland mit den Gerichten in Walle und Gröpelingen. Besondere Gerichtsbezirke waren Borgfeld und Huchting. Das Vieland wurde 1598 in die Gohe Ober- und Niedervieland geteilt und Holler- und Blockland zusammengefasst. Es blieben damit „vier Gohe“.

## Gohgräfe

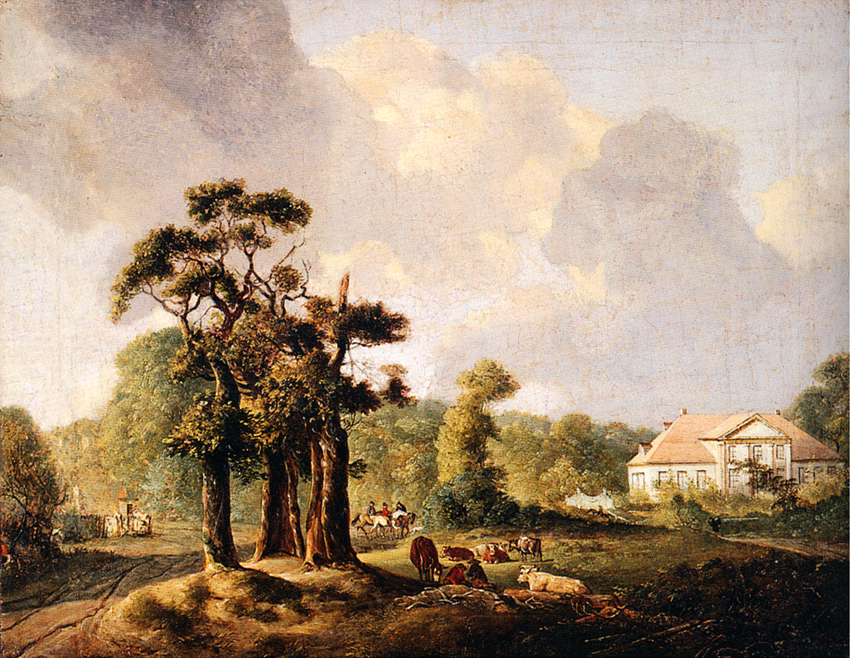
Eine Baumgruppe markiert die ehemalige Gerichtsstätte des Gohs Hollerland, genannt Uppe Angst, nahe dem späteren Gut Landruhe

Gohgräfe waren Richter eines Gohs und Vorsitzende der Gohgerichte, die die hohe und niedere Gerichtsbarkeit hatten. Sie wurden zunächst für ein Jahr von den Ministerialen gewählt, die im Goh über Grundbesitz verfügten. Als Deichgräfen überwachten sie die Unterhaltung der Deiche und veranlassten den Bau von Gräben und Wegen. Auch für die Verteidigungsbereitschaft der männlichen Bewohner hatten sie Sorge zu tragen. Ende des 15. Jahrhunderts kamen die Gohgräfen aus dem Kreis der grundbesitzenden Ratsherren und wurden auf Lebenszeit gewählt. Seit 1551 hatten sie nur noch die niedere Gerichtsbarkeit, die hohe lag beim Bremer Rat, der auch Berufungsinstanz war. Der Rat setzte dann ab 1598 die Gohgräfen ein, die nun nicht mehr gewählt wurden und aus den vier städtischen Quartieren kamen.
Vögte, Turmleute, Zöllner, Dammvögte und Sauvegarden standen den Gohgräfen als Amtspersonen zur Verfügung.

## Organe im Goh
Organe der bäuerlichen Genossenschaften waren die Landgerichte (mit den Gohgräfen als Vorsitzer), Deichgerichte (mit den Deichgräfen als Vorsitzer) und die Not- und Schreigerichte, in denen auch Unterrichter und Landgeschworene wirkten. Die Gohgräfen wurden bis 1810 alljährlich von den Einwohnern gewählt.
Die Grundherrenkonvente und die Deichverbände, an deren Spitze zunächst die Gohgräfen, dann besondere Deichgräfen und Deichvögte standen, waren die Organe.
Mit der Franzosenzeit endete die Zuständigkeit der Gohe und wurde auch nach 1813 nicht wiederhergestellt. 1817 trat an ihre Stelle das Landherrnamt.